# Caio César (Fußballspieler)
Caio César da Silva Silveira (* 27. Juli 1995 in São Vicente), auch einfach nur Caio César, ist ein brasilianischer Fußballspieler.

## Karriere
Caio César erlernte das Fußballspielen beim brasilianischen Verein Vila Nova FC in Goiânia im Bundesstaat Goiás. Hier unterschrieb er 2014 auch seinen ersten Profivertrag. 2015 wechselte er nach Florianópolis zum Avaí FC. 2015 spielte er in der U20-Mannschaft des Vereins. Von 2016 bis 2017 spielte er in der ersten Mannschaft. Tombense FC, ein Verein aus Tombos nahm ihn im Januar 2018 unter Vertrag. Im August 2018 verließ er Brasilien und wechselte nach Asien. Hier unterschrieb er einen Vertrag in Japan beim Erstligisten Kawasaki Frontale. Ende 2018 feierte er mit dem Verein aus Kawasaki die japanische Fußballmeisterschaft. Im Juni 2019 wechselte er auf Leihbasis zum Zweitligisten V-Varen Nagasaki nach Nagasaki. Hier absolvierte er bis Ende 2020 57 Zweitligaspiele. Nach der Ausleih wurde er von V-Varen fest unter Vertrag genommen.

## Erfolge
Kawasaki Frontale
- Japanischer Meister: 2018